# Ipizzi
Ipizzi hettita írnok, aki a Gilgames-eposz hettita változatát (hettita Gilgames-eposz) jegyezte le. Több töredéken – köztük mindjárt a legelső táblán (CTH#341.III.1.) – jól olvasható a neve. Aláírása: 𒋗𒁹𒁹𒁉𒄑𒍣 ŠU mi-pí-iz-zi, azaz „Ipizzi (saját) kezével”.
A Hettita Birodalom fénykorában, az i. e. 14. század legvége körül élt és alkotott. Nem tudjuk, hogy valamely korábbi, akkád- vagy hettita nyelvű változatot másolt le, vagy saját maga szerkesztette az ismert formába. Bizonyos, hogy az óasszír korú változatot ismerte, és a mítoszfejlődés egy olyan változatát jegyezte le, amely a későbbi, erősen mitizált Gilgames-alak felé, vagyis az újasszír változatok felé mutat. Nagy jelentőségű, mert egyes részletek csak ebben a műben maradtak fenn, ilyenek a negyedik és hetedik táblák töredékei.